# Harry Stiff
Harry Stiff (Sudbury, 23 octobre 1881 - Finchingfield, 17 avril 1939) fut un ancien tireur à la corde britannique. Il a participé aux Jeux olympiques de 1920 et remporta la médaille d'or avec l'équipe britannique.